# Grådykare
Grådykare, savanndykare eller buskdykare (Sylvicapra grimmia) är en art i underfamiljen dykarantiloper som i sin tur tillhör familjen slidhornsdjur. Epitetet till det vetenskapliga namnet hedrar den svenska läkaren och naturforskaren Hermann Nicolas Grimm som 1686 beskrev djuret efter en vistelse i södra Afrika. 13 underarter är beskrivna.

## Beskrivning
Djurets övre kropp har en gråbrun till rödgul kulör och buken är ljusare eller helt vit. Mellan de främre extremiteterna och på ansiktet finns svarta eller mörkbruna mönster. Hannar har korta raka horn och mellan dessa finns ibland en liten tofs. Honor kan ha mycket korta horn. I motsats till dykarantiloper från släktet Cephalophus som kännetecknas av en böjd rygg är grådykarens rygg nästan rak. Mankhöjden ligger vid ungefär 50 centimeter och vikten på 10 till 20 kilogram.
Varje individ lever ensam eller i par och revirets gränser markeras med körtelvätska. Grådykaren kan vara aktiv både på dagen och på natten. Under dagens hetaste timmar vilar den gömd i buskar eller i stora grästuvor. Arten äter huvudsakligen löv men den tar även gräs, frukter, blommor, rotknölar och unga växtskott som föda. Ibland ingår insekter, små ryggradsdjur och kadaver i födan. Särskilda parningstider är inte kända och efter dräktigheten föds vanligen en unge som vid födelsen är 1,6 kilogram tung.
Grå dykare jagas av kattdjur, av babianer, av krokodiler, av pytonormar och av stora rovlevande fåglar.

## Utbredning och habitat
Grådykaren lever i Afrika söder om Sahara. Större populationer finns bland annat i följande regioner och nationalparker: Karoo, Bontebok nationalpark, Addo elefantpark, Kruger nationalpark, Etosha nationalpark, Chobe nationalpark, Hwange nationalpark, Mana Pools nationalpark och Virunga nationalpark.
Djuret förekommer i olika habitat, men den föredrar busklandskap eller gräsland med några buskar, ibland även i närheten av människans boplatser. Arten undviker täta regnskogar och öknar. I bergstrakter når arten 5600 meter över havet.